# 帛度增二
武仙座101，又名BD+20 3675，HD 166230、SAO 85770、HR 6794，是武仙座的一颗恒星，视星等为5.1，位于銀經46.68，銀緯18.1，其B1900.0坐标为赤經18h 4m 34.1s，赤緯+20° 18.1′ 46″。